# 站名牌
站名牌，即站牌，日本稱驛名標，韓國稱驛名板，為鐵道車站月台上的用以識別該站站名的招牌，使乘客能在列車駛入車站時有效辨別當前車站。
在第二次世界大战中，英国曾经将其国内的各个站名牌移除，以防止纳粹德国的间谍和伞兵轻易发现其位置。
JR东海在日本国铁的基础上，自1987年11月将其站牌的罗马字部分改成其企业颜色橙色。
日本的许多鐵道公司在车站售卖带有站牌名的钥匙扣和腕带。